# 咆哮山莊
《咆哮山莊》是英語經典小說，是英國文学家艾蜜莉·勃朗特（Emily Brontë）生前唯一一部小說。《咆哮山莊》創作於1845年10月至1846年之間，以男性化假名「艾利斯·貝爾」於1847年首次出版，勃朗特一年後去世，終年30歲。在勃朗特姊姊夏洛蒂·勃朗特的《簡·愛》成功之前，出版者托馬斯·紐拜（Thomas Newby）已經同意出版《咆哮山莊》和艾蜜莉妹妹安妮·勃朗特的《艾格妮絲·格雷》。在艾蜜莉·勃朗特死後，夏洛蒂·勃朗特重新編輯《咆哮山莊》的手稿，改編版後於1850年出版。
《咆哮山莊》剛出版的時候，因為小說赤裸地描寫精神和肉體，且挑戰維多利亞时代社會中宗教的地位、道德觀、社會階級和性別不平等，對小說的反應兩極，被認為是具爭議的作品。可是，同時代的英國詩人、畫家加布里埃尔·罗塞蒂相當欽佩《咆哮山莊》，提出「魔鬼之書——令人難以置信的怪物......，只有地名和人名是用的是令人感到熟悉的英文，其餘的不管是情節或人物動態，有如埋藏於地獄」。

## 情節
小說故事設於十八世紀英格蘭北部的約克郡。來自城市的年輕人洛克伍德租下了沼澤地的畫眉田莊，在一次拜訪房東希斯克里夫的時候，發現了咆哮山莊的過去：
咆哮山莊前主人老恩肖（Earnshaw）一次去利物浦辦事，帶回一個身分不明的男孩。男孩叫吉普賽，取名於希斯克里夫（Heathcliff）。小男孩奪去了老主人對長子辛德雷（Hindley）和女兒凱瑟琳（Catherine）的寵愛，逐漸遭到辛德雷的怨恨，但與凱瑟琳日久生情。老恩肖死後，辛德雷與妻子法蘭西絲繼承了山莊。辛德雷為了報復，把希斯克里夫貶為奴僕，並百般迫害。雖然凱瑟琳仍深愛希斯克里夫，但為了能够讓眾人看得起，嫁給了富有、英俊的畫眉田莊主人愛德加·林頓（Edgar Linton），希斯克里夫因而在暴風雨之夜憤而出走。
三年後，希斯克里夫再次回到咆哮山莊，他已成為一位富有的紳士，決定報復迫害他的辛德雷以及奪走他愛人的愛德加。他首先以賭博的方式奪取了辛德雷的財產與咆哮山莊，將辛德雷的兒子哈里頓培養成一個粗鄙、無知的僕人。之後，他還誘騙了愛德加的妹妹伊莎貝拉（Isabella）與之私奔，造成林頓兄妹失和。愛德加與希斯克里夫之間的矛盾越來越大，使得凱瑟琳內心掙扎不已，痛苦不堪的她最後在生產中死去，留下了女兒小凱瑟琳。而伊莎貝拉則在婚後不堪虐待，逃到城市裡並生下了兒子林頓。
希斯克里夫仍不滿足，他強迫愛德加交出伊莎貝拉的兒子林頓，之後又設法迫使他的女兒小凱瑟琳嫁給體弱多病的林頓。愛德加不久後病死了，遺產與畫眉田莊全成為外甥林頓的財產，而林頓不久後也死去，財產最終落入希斯克里夫的手裡，小凱瑟琳也被永遠監禁在咆哮山莊中。復仇得逞了，但他卻感到內心的空虛，甚至將凱瑟琳的棺木掘開，希望能與她長相廝守，最後不吃不喝、苦戀而亡。在他死前，曾试图阻止小凱瑟琳和哈里頓的相恋。但是这两人的相爱感动了他，希斯克里夫从他们身上看到了自己和凯瑟琳的影子。希斯克里夫死后，小凱瑟琳和哈里頓繼承了山莊與田莊的產業，上一代不圓滿的愛情在下一代得到了補償。

## 人物
- 希斯克里夫：小說的一開始，推測希斯克里夫應該為利物浦街上的一名孤兒，後來被恩蕭老爺帶回咆哮山莊收養。雖然老爺死後，希斯克里夫在咆哮山莊中並沒受到良好的待遇。他和凱薩琳日久萌生的情愫為第一卷的主題；他報復凱薩琳所選擇的丈夫和他得到的結果，為第二卷的主題。普遍認為希斯克里夫是拜倫式英雄，不過評論家們也指出，其自我再創造的多重歧點，使他的人格類型難以被歸類。而他因為在咆哮山莊中不明確的位階，使他沒有社會地位，其處境也襯托出「希斯克里夫」同時作為前名也當姓氏用的隱喻。他這個角色的社會位階，也是馬克思主義最喜歡討論的主題之一 [5]。
- 凱薩琳·恩蕭：在小說裡第一次提及凱瑟琳，是在她死後，洛克伍德先生發現她的日記和雕刻的內容。作者對凱薩琳的文字敘述裡，她自己似乎不清楚，她要成為原本的自己，還是她想要的樣子，要像希斯克里夫，亦或是去追求艾德加的形象，她整個人在第一章也因其所困。有些評論家覺得凱薩琳嫁給艾德加·林頓的決定，隱喻著唾棄自然服從於社會文化的選擇，凱薩琳的這個決定性的抉擇在《咆哮山莊》裡每個角色上起到命運性的作用和影響。文學評論家聲稱，凱薩琳的人物性格牽涉許多學術領域，包括文學精神分析和女權主義文學評論的範圍[6]。
- 埃德加·林頓：為居住於畫眉山莊，林頓家的長兒子。埃德加的品味以及舉止與希斯克里夫形成鮮明的對比，他和希斯克里夫第一次見面時，就不是很喜歡他了，不過至於凱瑟琳，倒是很受希斯克里夫吸引。成年後的凱瑟琳會選擇與埃德加結婚，是因為他擁有很高的社會地位，儘管如此最後這樁婚姻還是帶來了毀滅性的結果。以女權主義的觀點，這本小說更是凸顯了，當時沿襲過去社會架構的時代，女人唯有透過婚姻才能贏得聲望及財金地位的種種問題。
- 艾倫（奈莉）·迪恩：小說中情節的主要敘事者，奈莉在恩蕭家擔任三個世代僕人；在林頓家為兩個世代。她本人很平凡的出生，將自己視做養育辛德利的姊姊（她媽媽是辛德利的保姆，那時艾倫和辛德利年紀差不多大）。隨後她在咆哮山莊工作和生活，雖然周圍圍繞著咆哮山莊粗野的居民，不過她本人還是識字且讀過蠻多書的，後來等她到畫眉山莊，又更是認識到上流社會的習慣與禮節。書中提及奈莉正式的名字是艾倫，但為了給予尊重與表示親切，奈莉更是作為親近其他角色的暱稱。評論家曾討論，奈莉作為一個局外人，她的言行到底影響了其他角色多少，她本人對情節的旁白敘述又有多少是客觀又可信的。[7]
- 伊莎貝拉·林頓：為林頓家中埃德加的小妹妹，她和書中其他角色似乎只有形式上的關係。她無視凱瑟琳的警告，對希斯克里夫抱有浪漫的幻想，因此作為不知情的人，就被捲入希斯克里夫報復埃德加的策劃內容之一。希斯克里夫和她結婚，但殘暴的對待她，且時常惡言相向。懷孕之時，她逃去了倫敦並產下了她的兒子—林頓。因為她所受的苦和被丈夫虐待隨後出走的情節，使得有些評論家，特別是女權主義者認為在《咆哮山莊》中，伊莎貝拉為真正的「悲劇式浪漫」女英雄。
- 辛德利·恩蕭：凯薩琳的哥哥，娶了一个不知来源的女人法兰西絲，并且在他爸爸恩肖死后才将婚姻公诸于世。在她死后和恩肖家族破败之后，他开始变得残暴，酗酒和滥赌。
- 哈里頓·恩蕭：辛德利和法兰西絲的儿子，最初由奈莉抚养，后来则实际由约瑟夫和希斯克里夫抚养。前者灌输恩肖家遗产的荣耀，即使哈里顿无权处置这笔遗产。约瑟夫和希斯克里夫则处于报复其父辛德利的目的，不遗余力地教他各种粗俗下流之举。哈里顿和约瑟夫说话有一样的口音，在呼啸山庄做仆人，并不知道自己的身世。他的存在时常让希斯克里夫想起凯薩琳。
- 凱薩琳·林頓：凯薩琳·恩肖和埃德加·林顿的女儿，她是个开朗的女孩，对父母的过往并不知情。埃德加对她保护有加，使得她对于庄园里的条条框框视若无睹。
- 林頓·希斯克里夫：希斯克里夫和伊莎贝拉·林顿的儿子，他是个软弱的孩子，个性颇似其父唯缺了惊天动地的爱。林顿在少年时期开始了解父亲，并在父亲的安排下娶了表姐小凯薩琳为妻。
- 约瑟夫：在咆哮山莊做長達60年的僕人，個性相當的嚴厲以及死板，是個自以為有道德的基督徒，事實上缺乏真正的善意和慈愛。他講話的時候有嚴重的約克郡口音，並且討厭幾乎小說裡的所有人物。
- 洛克伍德：本书的旁白，他因为避世来到画眉山庄，希望向希斯克里夫租用山庄，但最后发现与其落得希斯克里夫一般的下场，他宁愿回到世俗生活当中。
- 法蘭西絲：辛德利的妻子，她和辛德利的婚姻到老恩肖先生死后才浮出水面。
- 肯尼斯：邻近村子吉默登的医生。
- 吉拉：凱薩琳死时希斯克里夫在呼啸山庄的仆人。

### 关系图

#### 親緣關係
|                           |                           |                           |                           |                                                    |                                                    |                                                    |                                                    | 恩蕭太太 Mrs Earnshaw ? - 1773                     | 恩蕭太太 Mrs Earnshaw ? - 1773                     | 恩蕭太太 Mrs Earnshaw ? - 1773           | 恩蕭太太 Mrs Earnshaw ? - 1773           | 恩蕭太太 Mrs Earnshaw ? - 1773           | 恩蕭太太 Mrs Earnshaw ? - 1773           |  |  | 恩蕭先生 Mr Earnshaw ? - 1777              | 恩蕭先生 Mr Earnshaw ? - 1777              | 恩蕭先生 Mr Earnshaw ? - 1777              | 恩蕭先生 Mr Earnshaw ? - 1777              | 恩蕭先生 Mr Earnshaw ? - 1777              | 恩蕭先生 Mr Earnshaw ? - 1777              |                                 |                                 | 林頓太太 Mrs Linton ? - 1780         | 林頓太太 Mrs Linton ? - 1780         | 林頓太太 Mrs Linton ? - 1780         | 林頓太太 Mrs Linton ? - 1780         | 林頓太太 Mrs Linton ? - 1780         | 林頓太太 Mrs Linton ? - 1780         |  |  | 林頓先生 Mr Linton ? - 1780               | 林頓先生 Mr Linton ? - 1780               | 林頓先生 Mr Linton ? - 1780               | 林頓先生 Mr Linton ? - 1780               | 林頓先生 Mr Linton ? - 1780                                  | 林頓先生 Mr Linton ? - 1780                                  |                                                              |                                                              |                                                              |                                                              |                                    |                                    |                                    |                                    |  |  |
|                           |                           |                           |                           |                                                    |                                                    |                                                    |                                                    | 恩蕭太太 Mrs Earnshaw ? - 1773                     | 恩蕭太太 Mrs Earnshaw ? - 1773                     | 恩蕭太太 Mrs Earnshaw ? - 1773           | 恩蕭太太 Mrs Earnshaw ? - 1773           | 恩蕭太太 Mrs Earnshaw ? - 1773           | 恩蕭太太 Mrs Earnshaw ? - 1773           |  |  | 恩蕭先生 Mr Earnshaw ? - 1777              | 恩蕭先生 Mr Earnshaw ? - 1777              | 恩蕭先生 Mr Earnshaw ? - 1777              | 恩蕭先生 Mr Earnshaw ? - 1777              | 恩蕭先生 Mr Earnshaw ? - 1777              | 恩蕭先生 Mr Earnshaw ? - 1777              |                                 |                                 | 林頓太太 Mrs Linton ? - 1780         | 林頓太太 Mrs Linton ? - 1780         | 林頓太太 Mrs Linton ? - 1780         | 林頓太太 Mrs Linton ? - 1780         | 林頓太太 Mrs Linton ? - 1780         | 林頓太太 Mrs Linton ? - 1780         |  |  | 林頓先生 Mr Linton ? - 1780               | 林頓先生 Mr Linton ? - 1780               | 林頓先生 Mr Linton ? - 1780               | 林頓先生 Mr Linton ? - 1780               | 林頓先生 Mr Linton ? - 1780                                  | 林頓先生 Mr Linton ? - 1780                                  |                                                              |                                                              |                                                              |                                                              |                                    |                                    |                                    |                                    |  |  |
|                           |                           |                           |                           |                                                    |                                                    |                                                    |                                                    |                                                    |                                                    |                                          |                                          |                                          |                                          |  |  |                                            |                                            |                                            |                                            |                                            |                                            |                                 |                                 |                                      |                                      |                                      |                                      |                                      |                                      |  |  |                                           |                                           |                                           |                                           |                                                              |                                                              |                                                              |                                                              |                                                              |                                                              |                                    |                                    |                                    |                                    |  |  |
|                           |                           |                           |                           |                                                    |                                                    |                                                    |                                                    |                                                    |                                                    |                                          |                                          |                                          |                                          |  |  |                                            |                                            |                                            |                                            |                                            |                                            |                                 |                                 |                                      |                                      |                                      |                                      |                                      |                                      |  |  |                                           |                                           |                                           |                                           |                                                              |                                                              |                                                              |                                                              |                                                              |                                                              |                                    |                                    |                                    |                                    |  |  |
| 法蘭西絲 Frances ? - 1778 | 法蘭西絲 Frances ? - 1778 | 法蘭西絲 Frances ? - 1778 | 法蘭西絲 Frances ? - 1778 | 法蘭西絲 Frances ? - 1778                          | 法蘭西絲 Frances ? - 1778                          |                                                    |                                                    | 辛德利·恩蕭 Hindley Earnshaw 1757 - 1784           | 辛德利·恩蕭 Hindley Earnshaw 1757 - 1784           | 辛德利·恩蕭 Hindley Earnshaw 1757 - 1784 | 辛德利·恩蕭 Hindley Earnshaw 1757 - 1784 | 辛德利·恩蕭 Hindley Earnshaw 1757 - 1784 | 辛德利·恩蕭 Hindley Earnshaw 1757 - 1784 |  |  | 凱薩琳·恩蕭 Catherine Earnshaw 1765 - 1784 | 凱薩琳·恩蕭 Catherine Earnshaw 1765 - 1784 | 凱薩琳·恩蕭 Catherine Earnshaw 1765 - 1784 | 凱薩琳·恩蕭 Catherine Earnshaw 1765 - 1784 | 凱薩琳·恩蕭 Catherine Earnshaw 1765 - 1784 | 凱薩琳·恩蕭 Catherine Earnshaw 1765 - 1784 |                                 |                                 | 埃德加·林頓 Edgar Linton 1762 - 1801 | 埃德加·林頓 Edgar Linton 1762 - 1801 | 埃德加·林頓 Edgar Linton 1762 - 1801 | 埃德加·林頓 Edgar Linton 1762 - 1801 | 埃德加·林頓 Edgar Linton 1762 - 1801 | 埃德加·林頓 Edgar Linton 1762 - 1801 |  |  | 伊莎貝拉·林頓 Isabella Linton 1765 - 1797 | 伊莎貝拉·林頓 Isabella Linton 1765 - 1797 | 伊莎貝拉·林頓 Isabella Linton 1765 - 1797 | 伊莎貝拉·林頓 Isabella Linton 1765 - 1797 | 伊莎貝拉·林頓 Isabella Linton 1765 - 1797                    | 伊莎貝拉·林頓 Isabella Linton 1765 - 1797                    |                                                              |                                                              | 希斯克里夫 Heathcliff 1764? - 1802                           | 希斯克里夫 Heathcliff 1764? - 1802                           | 希斯克里夫 Heathcliff 1764? - 1802 | 希斯克里夫 Heathcliff 1764? - 1802 | 希斯克里夫 Heathcliff 1764? - 1802 | 希斯克里夫 Heathcliff 1764? - 1802 |  |  |
| 法蘭西絲 Frances ? - 1778 | 法蘭西絲 Frances ? - 1778 | 法蘭西絲 Frances ? - 1778 | 法蘭西絲 Frances ? - 1778 | 法蘭西絲 Frances ? - 1778                          | 法蘭西絲 Frances ? - 1778                          |                                                    |                                                    | 辛德利·恩蕭 Hindley Earnshaw 1757 - 1784           | 辛德利·恩蕭 Hindley Earnshaw 1757 - 1784           | 辛德利·恩蕭 Hindley Earnshaw 1757 - 1784 | 辛德利·恩蕭 Hindley Earnshaw 1757 - 1784 | 辛德利·恩蕭 Hindley Earnshaw 1757 - 1784 | 辛德利·恩蕭 Hindley Earnshaw 1757 - 1784 |  |  | 凱薩琳·恩蕭 Catherine Earnshaw 1765 - 1784 | 凱薩琳·恩蕭 Catherine Earnshaw 1765 - 1784 | 凱薩琳·恩蕭 Catherine Earnshaw 1765 - 1784 | 凱薩琳·恩蕭 Catherine Earnshaw 1765 - 1784 | 凱薩琳·恩蕭 Catherine Earnshaw 1765 - 1784 | 凱薩琳·恩蕭 Catherine Earnshaw 1765 - 1784 |                                 |                                 | 埃德加·林頓 Edgar Linton 1762 - 1801 | 埃德加·林頓 Edgar Linton 1762 - 1801 | 埃德加·林頓 Edgar Linton 1762 - 1801 | 埃德加·林頓 Edgar Linton 1762 - 1801 | 埃德加·林頓 Edgar Linton 1762 - 1801 | 埃德加·林頓 Edgar Linton 1762 - 1801 |  |  | 伊莎貝拉·林頓 Isabella Linton 1765 - 1797 | 伊莎貝拉·林頓 Isabella Linton 1765 - 1797 | 伊莎貝拉·林頓 Isabella Linton 1765 - 1797 | 伊莎貝拉·林頓 Isabella Linton 1765 - 1797 | 伊莎貝拉·林頓 Isabella Linton 1765 - 1797                    | 伊莎貝拉·林頓 Isabella Linton 1765 - 1797                    |                                                              |                                                              | 希斯克里夫 Heathcliff 1764? - 1802                           | 希斯克里夫 Heathcliff 1764? - 1802                           | 希斯克里夫 Heathcliff 1764? - 1802 | 希斯克里夫 Heathcliff 1764? - 1802 | 希斯克里夫 Heathcliff 1764? - 1802 | 希斯克里夫 Heathcliff 1764? - 1802 |  |  |
|                           |                           |                           |                           |                                                    |                                                    |                                                    |                                                    |                                                    |                                                    |                                          |                                          |                                          |                                          |  |  |                                            |                                            |                                            |                                            |                                            |                                            |                                 |                                 |                                      |                                      |                                      |                                      |                                      |                                      |  |  |                                           |                                           |                                           |                                           |                                                              |                                                              |                                                              |                                                              |                                                              |                                                              |                                    |                                    |                                    |                                    |  |  |
|                           |                           |                           |                           | 哈里頓·恩蕭 Hareton Earnshaw 1778 - （1803年結婚） | 哈里頓·恩蕭 Hareton Earnshaw 1778 - （1803年結婚） | 哈里頓·恩蕭 Hareton Earnshaw 1778 - （1803年結婚） | 哈里頓·恩蕭 Hareton Earnshaw 1778 - （1803年結婚） | 哈里頓·恩蕭 Hareton Earnshaw 1778 - （1803年結婚） | 哈里頓·恩蕭 Hareton Earnshaw 1778 - （1803年結婚） |                                          |                                          |                                          |                                          |  |  |                                            |                                            |                                            |                                            | 凱薩琳·林頓 Cathy Linton 1784 -            | 凱薩琳·林頓 Cathy Linton 1784 -            | 凱薩琳·林頓 Cathy Linton 1784 - | 凱薩琳·林頓 Cathy Linton 1784 - | 凱薩琳·林頓 Cathy Linton 1784 -      | 凱薩琳·林頓 Cathy Linton 1784 -      |                                      |                                      |                                      |                                      |  |  |                                           |                                           |                                           |                                           | 林頓·希斯克里夫 Linton Heathcliff 1784 - 1801 （1801年結婚） | 林頓·希斯克里夫 Linton Heathcliff 1784 - 1801 （1801年結婚） | 林頓·希斯克里夫 Linton Heathcliff 1784 - 1801 （1801年結婚） | 林頓·希斯克里夫 Linton Heathcliff 1784 - 1801 （1801年結婚） | 林頓·希斯克里夫 Linton Heathcliff 1784 - 1801 （1801年結婚） | 林頓·希斯克里夫 Linton Heathcliff 1784 - 1801 （1801年結婚） |                                    |                                    |                                    |                                    |  |  |
|                           |                           |                           |                           | 哈里頓·恩蕭 Hareton Earnshaw 1778 - （1803年結婚） | 哈里頓·恩蕭 Hareton Earnshaw 1778 - （1803年結婚） | 哈里頓·恩蕭 Hareton Earnshaw 1778 - （1803年結婚） | 哈里頓·恩蕭 Hareton Earnshaw 1778 - （1803年結婚） | 哈里頓·恩蕭 Hareton Earnshaw 1778 - （1803年結婚） | 哈里頓·恩蕭 Hareton Earnshaw 1778 - （1803年結婚） |                                          |                                          |                                          |                                          |  |  |                                            |                                            |                                            |                                            | 凱薩琳·林頓 Cathy Linton 1784 -            | 凱薩琳·林頓 Cathy Linton 1784 -            | 凱薩琳·林頓 Cathy Linton 1784 - | 凱薩琳·林頓 Cathy Linton 1784 - | 凱薩琳·林頓 Cathy Linton 1784 -      | 凱薩琳·林頓 Cathy Linton 1784 -      |                                      |                                      |                                      |                                      |  |  |                                           |                                           |                                           |                                           | 林頓·希斯克里夫 Linton Heathcliff 1784 - 1801 （1801年結婚） | 林頓·希斯克里夫 Linton Heathcliff 1784 - 1801 （1801年結婚） | 林頓·希斯克里夫 Linton Heathcliff 1784 - 1801 （1801年結婚） | 林頓·希斯克里夫 Linton Heathcliff 1784 - 1801 （1801年結婚） | 林頓·希斯克里夫 Linton Heathcliff 1784 - 1801 （1801年結婚） | 林頓·希斯克里夫 Linton Heathcliff 1784 - 1801 （1801年結婚） |                                    |                                    |                                    |                                    |  |  |

#### 情感關係
图示：
- 黑色线：子女；虚线意味收养
- 红色线：结婚；双线意味二婚
- 粉色线：爱情
- 蓝色线：有感情
- 绿色线：憎恨
- 黄色区域：核心人物
- 紫色区域：旁观者

## 評價
《咆哮山莊》、《李爾王》和《白鯨記》是英語文學中的三大悲劇。1948年英國作家毛姆（WS Maugham）說：“《咆哮山莊》的醜惡與美並存，而且它所表達的力量也是一般小說家難以企及的......我不知道還有哪一部小說其中愛情的痛苦、迷戀、殘酷、執著，曾經如此令人吃驚地描述出來。”並推崇為世界十大小說之一。《呼啸山庄》通过一个爱情悲剧，向人们展示了一幅畸形社会的生活画面，勾勒了被这个畸形社会扭曲了的人性及其造成的种种恐怖的事件。整个故事的情节实际上是通过四个阶段逐步铺开的，希斯克利夫的爱一恨一复仇一人性的复苏，既是小说的精髓，又是贯穿始终的一条红线。作者依此脉络，谋篇布局，把场景安排得变幻莫测，有时在阴云密布、鬼哭狼嚎的旷野，有时又是风狂雨骤、阴森惨暗的庭院，故事始终笼罩在一种神秘和恐怖的气氛之中。《呼啸山庄》是一部有丰富象征意义的小说，在艺术手法上，结合了现实主义，浪漫主义，象征主义的边县手法。一方面通过曲折生动的故事情节，典型的人物形象塑造，表象了英国乡村庄园的日常生活，爱情婚姻，反映19世纪特殊的历史背景下，远离都市的庄园生活所受到的外来影响。同时，小说通过一系列的象征手法，曲折地表达了一种隐蔽的“反家庭”倾向，如画眉山庄的排外与封闭，呼啸山庄的混乱无序。另一方面，小说采用了大量的象征手法，梦境的运用，超自然力的表现等等。在小说中，对大自然的描绘占有重要地位，作者通过人物的性格特征，人内心的风暴与大自然的风暴对应描写，表现了人与自然的密切联系。小说中对于自然充满浪漫主义的激情描写，传达了鲜明的地方色彩。寂寞的沼泽峡谷，荒凉的山顶上，被风雨摧残的荒野，寒冷的空气，坚硬的土地，形象地传达了苍凉荒凉所特有的那种惊心动魄的狂野。在小说中，大自然作为男女主人公逃避家庭带来的痛苦的避难所，与家庭封闭，压抑的空间形成了鲜明的对照。

## 中文譯本
這部小說最先由伍光建所譯，譯名為《狹路冤家》，於民國十九年出版。之後有《咆哮山莊》、《魂歸離恨天》、《咆嘯山莊》、《呼啸山庄》、《嘯風山莊》等中譯書名，梁實秋於1942年譯名《咆哮山莊》為多數臺灣譯者所沿用。中國大陸譯者多用《呼啸山庄》，始於1955年，杨苡所譯。
- ，伍光建譯，上海華通書局，1930年10月
- ，梁實秋譯，上海商務印書館，1942年2月
- ，羅塞譯，重慶生活出版，1945年
- ，羅塞譯，上海聯益出版，1949年5月
- ，楊苡譯，上海平明出版社，1956年
- ，蕭虹譯，臺北文友出版，1957年
- ，江濤譯，臺北新興出版，1957年
- ，李素譯，臺北北星出版，1958年
- ，梁實秋譯，臺北臺灣商務印書館，1958年
- ，岱岱譯，臺南標準出版，1975年
- ，喻麗琴譯註，臺北長橋出版，1981年
- ，方平譯，上海譯文出版社，1988年
- ，楊苡譯，南京譯林出版社，1990年
- ，孫致禮譯，臺北林鬱出版，1993年
- ，楊苡譯，臺北時報文化出版，1996年
- ，張玲、張揚譯，北京人民文學出版社，1991年1月
- ，李淑貞編譯， 臺北九儀出版，1999年
- ，黃友玲譯，臺北希代出版，1999年7月
- ，許小美譯，臺南祥一出版，2000年
- ，藍婷譯，臺北長宥文化出版，2001年
- ，楊光慈譯，西安陝西人民出版，2002年
- ，成維安譯，臺北中和華文網出版 ，2002年
- ，孫致禮譯，瀋陽遼寧出版集團電子圖書館，2003年
- ，藍婷譯，臺北星月文化出版，2003年
- ，王成宇註釋，青島青島出版社，2004年
- ，宋兆霖譯，北京華夏出版社，2007年10月
- ，林怡靜譯，臺北深坑立村文化出版，2010年3月
- (勃朗特三姐妹文集)，方平譯，上海譯文出版社，2013年2月
- ，賴慈芸譯，臺北遠流出版，2017年7月
- ，伍晴文譯，好讀出版，2022年4月
- ，梁實秋譯，臺灣商務印書館，2023年1月

## 作品改編
這部小說有了許多改編，包括電影、廣播劇、電視戲劇、伯纳德·J·泰勒的音樂劇、芭雷、伯納德·赫爾曼、卡莱尔·弗洛伊德和Frédéric Chaslin的歌劇，還有凯特·布什1978年做的一首歌。
- 《咆哮山莊》(Wuthering Heights )，1939年電影，梅尔·奥伯伦、劳伦斯·奥利维尔等主演，本片獲得奧斯卡最佳影片等五項提名，並榮獲最佳攝影獎。
- 《此恨綿綿》劇本，趙清閣改編，文藝先鋒第二卷五、六期，1943年6月

## 相關連結
- 勃朗特三姐妹
- 貢代爾詩篇

## 外部連結
- Wuthering Heights（页面存档备份，存于） at the British Library
- Now in the public domain, Wuthering Heights can also be downloaded and read online from a number of sites, of which the following is just a selection:
  -  Wuthering Heights - 古腾堡计划.
  - Wuthering Heights, overview and ebook (PDF).
  - Wuthering Heights at GirleBooks（页面存档备份，存于） free downloads in PDF, PDB and LIT formats.
  - Reader's Guide to Wuthering Heights（页面存档备份，存于）
  - Wuthering Heights voted UK's favourite love story（页面存档备份，存于）, Guardian